# Pro arte antiqua
Pro arte antiqua (Musicorum antiquis violis et gambis canentium sodalitas cameralis Pragensis) byl první český a jeden z nejstarších evropských souborů pro starou hudbu, hrající na historické nástroje (violy da braccio a violy da gamba).
Jeho počátky jsou spojeny s iniciativou ředitele pražské konzervatoře a profesora její Mistrovské školy Dr. Jana Branbergera a několika jeho přátel (např. prof. Antonína Modra, prof. Bedřicha Jaroše), kteří se krom výuky hry na staré violy rozhodli vystupovat také koncertně, a to od r.1929 jednotlivě a od r.1933 jako soubor, složený zejména z členů pražského rozhlasového orchestru (V.Frait, L.Kučera) a České filharmonie (F.Švanda, T.Hála, Z.Němec, V.Král, V.P.Mlejnek, V.Časta, K.Šenfluk).
Vzniku Pro arte antiqua a obdobných evropských hudebních uskupení předcházel vzrůstající zájem o provozování renesanční a raně barokní hudby na autentických nástrojích nebo jejich replikách. Dobře známým bylo od počátku 20. století zejména úsilí hudebního badatele a stavitele nástrojů Arnolda Dolmetsche. V téže době koncertovalo v Paříži také sdružení mladých konzervatoristů a hudebníků pařížských orchestrů Société de concerts des Instruments anciens založené v r.1901 violistou Casadeusem a kontrabasistou Nannym. O něco později vzniklo v Německu Döbereinerovo Vereinigung für Alte Musik (1905) a kolem roku 1927 vystupoval v Basileji již i August Wenzinger, známý po druhé světové válce jako organizátor a ředitel proslulé Schola Cantorum Basiliensis.
Složení Pro arte antiqua se v průběhu let často měnilo a koncertní vystoupení byla spíše příležitostná. Až začátkem 50. let si ansámbl vytvořil rozsáhlejší repertoár, uskutečnil řadu zahraničních zájezdů (SRN, Rakousko, Itálie, Švédsko, Francie) a pozoruhodných nahrávek pro gramofonové společnosti (Supraphon, Vanguard, Lumen), rozhlas televizi a film. Stalo se tak v novém, stabilizovaném obsazení, složeném převážně z instrumentalistů České filharmonie: Břetislav Ludvík diskantová viola, Václav Martinovský/Jaroslav Horák sopránová viola, Josef Nekola /Jiří Baxa altová viola, František Sláma tenorová viola da gamba, Jan Šimon basová viola da gamba, dr.Ladislav Vachulka cembalo a varhany.
V roce 1984 obnovil činnost souboru Jan Šimon mladší.